# Hypsosinga kazachstanica
Hypsosinga kazachstanica là một loài nhện trong họ Araneidae.
Loài này thuộc chi Hypsosinga. Hypsosinga kazachstanica được A. V. Ponomarev miêu tả năm 2007.